# Лукьяненко, Евгений Юрьевич
Евге́ний Ю́рьевич Лукья́ненко (род. 23 января 1985 года, Славянск-на-Кубани, Краснодарский край) — российский прыгун с шестом. Чемпион мира в помещении (2008). Серебряный призёр Олимпийских игр 2008 года в Пекине. Трёхкратный чемпион России (2008, 2011, 2018). Двукратный чемпион России в помещении (2008, 2019).

## Биография и карьера
Отец — Юрий Васильевич Лукьяненко, начальник межрайонной уголовной-исполнительной инспекции № 9 Главного управления ФСИН по Краснодарскому краю.
В 1995 году Евгений Лукьяненко начал заниматься лёгкой атлетикой с тренером Сергеем Викторовичем Грипичем, после того как последний в поисках юных дарований заглянул в общеобразовательную школу, где учился Лукьяненко. В 1999 году Грипич перевёл спортсмена на занятия прыжками с шестом, и по прошествии нескольких лет Лукьяненко вырос в одного из ведущих прыгунов России. 2008 год стал ключевым для этого спортивного тандема — Лукьяненко выиграл чемпионат мира в помещении в Валенсии с личным рекордом — 5,90 м; на соревнованиях в Быдгоще установил личный рекорд на открытом воздухе — 6,01 м; стал серебряным призёром Олимпийских игр в Пекине; занял четвёртое место во Всемирном легкоатлетическом финале в Штутгарте.
В 2009 и 2010 годах Лукьяненко перенёс ряд операций и долгое время не выступал.
В августе 2009 года Лукьяненко совершил ДТП, находясь за рулём собственного автомобиля. В результате погибла находившаяся в салоне беременная невеста друга Лукьяненко Ирина Ковальчук (Заметалина), серьёзно пострадала бывшая подруга Лукьяненко Анна Клименко, которая стала инвалидом. Вину на себя взял Алексей Ляшенко, хотя по показаниям ряда свидетелей за рулём находился сам Лукьяненко, у которого в крови был найден алкоголь.

## Основные результаты

### Международные
| Год  | Соревнования                      | Место проведения       | Результат | Высота |
| ---- | --------------------------------- | ---------------------- | --------- | ------ |
| 2007 | Чемпионат мира                    | Осака, Япония          | 6         | 5,81 м |
| 2008 | Чемпионат мира в помещении        | Валенсия, Испания      | 1         | 5,90 м |
| 2008 | Летние Олимпийские игры           | Пекин, Китай           | 2         | 5,85 м |
| 2008 | Всемирный легкоатлетический финал | Штутгарт, Германия     | 4         | 5,60 м |
| 2011 | Чемпионат мира                    | Тэгу, Республика Корея | 18 (q)    | 5,50 м |
| 2012 | Летние Олимпийские игры           | Лондон, Великобритания | 5         | 5,75 м |

### Национальные
| Год  | Соревнования                 | Место проведения | Результат | Высота |
| ---- | ---------------------------- | ---------------- | --------- | ------ |
| 2006 | Чемпионат России в помещении | Москва           | 9         | 5,20 м |
| 2006 | Чемпионат России             | Тула             | 6         | 5,40 м |
| 2007 | Чемпионат России             | Тула             | 2         | 5,70 м |
| 2008 | Чемпионат России в помещении | Москва           | 1         | 5,75 м |
| 2008 | Чемпионат России             | Казань           | 1         | 5,85 м |
| 2011 | Чемпионат России             | Чебоксары        | 1         | 5,72 м |
| 2012 | Чемпионат России в помещении | Москва           | 9         | 5,32 м |
| 2012 | Чемпионат России             | Чебоксары        | 3         | 5,65 м |
| 2015 | Чемпионат России             | Чебоксары        | 10        | 5,30 м |
| 2016 | Чемпионат России в помещении | Москва           | 3         | 5,60 м |
| 2016 | Чемпионат России             | Чебоксары        | 2         | 5,55 м |
| 2017 | Чемпионат России в помещении | Москва           | 12        | 5,20 м |
| 2017 | Чемпионат России             | Жуковский        | 2         | 5,55 м |
| 2018 | Чемпионат России             | Казань           | 1         | 5,65 м |
| 2019 | Чемпионат России в помещении | Москва           | 1         | 5,50 м |

## Награды и звания
- Заслуженный мастер спорта России
- Медаль ордена «За заслуги перед Отечеством» II степени — За большой вклад в развитие физической культуры и спорта, высокие спортивные достижения на Играх XXIX Олимпиады 2008 года в Пекине (2009)[8]